# Mediastinitis
Unter der Mediastinitis versteht man eine Entzündung des Mittelfells (Mediastinum). Es handelt sich um eine schwerwiegende Erkrankung, die mit einer hohen Letalität einhergeht. Zu differenzieren ist zwischen der akuten und der chronischen Form.

## Akute Mediastinitis

### Ätiologie
Unter einer akuten Mediastinitis versteht man eine, gewöhnlich bakteriell bedingte, die Strukturen des Mittelfells eitrig (purulent) einschmelzende Entzündung. Sie kann fortgeleitet aus sich absenkenden Entzündungsprozessen im Kopf-Halsbereich entstehen. Ursache kann beispielsweise ein entzündeter Zahn, ein Nebenhöhlen- oder Retropharyngealabszess sein. Die Ausbreitung eines Entzündungsprozesses vom Nasopharynxbereich in das Mediastinum wird durch bestimmte anatomische Gegebenheiten erleichtert. Bakterielle Erkrankungen können sich, entlang der sich vom Halsbereich senkrecht ins Mediastinum absenkenden Faszien, bis dorthin ausbreiten und schwerwiegende Entzündungsprozesse bedingen.
Die Mediastinitis kann auch das Resultat einer direkten Ausbreitung einer Infektion im Brustkorb (Intrathorakalraum) sein. Lungenfell (Pleura), Lunge, Herzbeutel (Perikard), Lymphknoten, der Wirbelsäule benachbarte Abszesse und Knochenentzündungen (Osteomyelitis) des Brustbeins (Sternums) oder eines Wirbelkörpers können als Streuherde für eine Mittelfellentzündung dienen.
Wesentlich häufiger ist die akute Mediastinitis jedoch das Resultat eines Lecks in der Speiseröhre (Ösophagusperforation). Der Ausgangspunkt der Entzündung liegt hierbei meist im mittleren oder unteren Drittel des Speiseröhre. Gründe für eine Ösophagusperforation sind das Verschlucken (Ingestion) ätzender Substanzen, iatrogene (ärztlich verursachte) Beschädigung der Speiseröhre (Gastroskopie, Intubation) oder das Boerhaave-Syndrom. Auch ein zerfallendes Geschwür in der Speiseröhre kann über eine Fistel die Verschleppung von Krankheitskeimen ins Mediastinum vermitteln.
Eine weitere Ursache für eine Mittelfellentzündung sind Eingriffe im Rahmen der Herzchirurgie. Studien setzen die postoperative Komplikationsrate einer akuten Mediastinitis im Gefolge einer medianen Sternotomie (Brustbeineröffnung) bei 0,15 bis 8 % der Fälle an, wobei die meisten Studien die Rate zwischen 1 % und 2 % sehen.
Selten ist die Mediastinitis Folge einer Perforation der Luftröhre (Trachea) oder der Bronchien.

### Erregerspektrum
Verursachende Keime einer Mediastinis können sein:
- Bei Infektionen im Kopf- und Halsbereich sowie bei schweren Speiseröhrenverletzungen: Streptokokken, Anaerobier, Corynebacterium-Arten, Moraxella catarrhalis, Eikenella corrodens, Candida und selten Pseudomonas aeruginosa
- Bei Infektionen nach thoraxchirurgischen Operationen: Staphylokokken, Enterokokken, Streptokokken, Escherichia coli, Enterobakterien, Pseudomonas aeruginosa, Candida-Arten und selten Anaerobier.

### Symptomatik
Patienten, die eine Ösophagusperforation erleiden, sind in der Regel akut symptomatisch. Dies äußert sich primär durch starken Thoraxschmerz und Atemnot (Dyspnoe).
Eine Beschädigung der Luftwege, wie sie z. B. bei Bronchoskopien, Dezelerationstraumen (im Rahmen von Verkehrsunfällen) oder Tumordurchbrüchen vorkommen kann, geht ebenfalls mit akuter Symptomatik einher. Eine akute Beeinträchtigung der Atmung und ein Mediastinalemphysem gehen der entzündlichen Problematik voraus. Parallele Pleuraergüsse zeigen eine zusätzliche Verletzung des mediastinalen Lungenfells an.
Subtiler ist der Befund einer entstehenden Mediastinitis bei vorausgegangener Herzoperation.
Der Untersuchungsbefund ist initial meist diskret. Zentrale Symptome sind ein retrosternaler (hinter dem Brustbein gelegener) Schmerz, eine lokale Rötung der Operationswunde und allgemeine Zeichen des Infektionsgeschehens (Fieber, Müdigkeit, Schwäche).
Unabhängig von der Ursache kann die Erkrankung sehr schnell einen septischen Verlauf annehmen und entsprechende Beschwerden verursachen.

### Diagnose
Ein Mittel zur Diagnose ist das Thoraxröntgen. Man findet ein verbreitertes Mittelfell und eventuell Anzeichen eines Emphysems. Ein Hautemphysem kann manchmal über der Drosselgrube (Jugulum) tastbar sein. Sicherste und im Ernstfall wohl erste Nachweismethode der Mediastinitis ist die Computertomographie. Besteht der Verdacht einer Ösophagusperforation kann ein Gastrografinschluck (Schluck von röntgendichten Kontrastmittel) einerseits dies beweisen, andererseits auch den genauen Punkt der Läsion aufzeigen.

### Therapie
Unabhängig von der Ätiologie (Ursprung) sollte jede akute Mediastinitis nach außen drainiert werden. Ein transjugulärer Querschnitt am Hals kann zur Drainage  des entzündlichen Gewebes im Mediastinum anterior (vor dem Herz gelegene Strukturen) angewandt werden. Entzündungsprozesse im Mediastinum posterior (hinter dem Herz liegende Strukturen) werden mittels Thorakotomie (Brustkorberöffnung) angegangen. Nach Eröffnung des Thoraxraumes kann auch der hintere Mediastinalraum eröffnet werden und eine Drainage nach außen gelegt werden.
Es folgt eine mehrtägige Spülung des betroffenen Areals. Selbstverständlich ist eine umgehende Beseitigung der Entzündungsursache erforderlich. Eine Ösophagusläsion bedarf einer chirurgischen Übernähung oder einer plastischen Ausbesserung. Anschließend ist eine Behandlung mit Antibiotika (verwendbar sind staphylokokkenwirksame Antibiotika) und eine langdauernde intensivmedizinische Betreuung erforderlich.
Bevor das Ergebnis einer mikrobiologischen Untersuchung vorliegt, kann mit einer kalkulierten Antibiotikatherapie begonnen werden. Da häufig ein Keimgemisch vorliegt empfehlen sich Antibiotikakombinationen, z. B. ein Cephalosporin zusammen mit Metronidazol oder Clindamycin. Darüber hinaus kommen weitere Antibiotika in Betracht.
Bei einer nekrotisierenden Mediastinitis, wie sie bei absteigenden (deszendierenden) Infektionen auftritt (Descending necrotising mediastinits), ist eine sorgfältige Nekrosektomie (Entfernung toten Gewebes) erforderlich. Des Weiteren bedarf es unbedingt der Inspektion sämtlicher Faszienlogen des Halses und eines sorgfältigen Débridements. Diese besonders gefährliche Form der Mittelfellentzündung ist glücklicherweise sehr selten.

### Prognose
Das zentrale Problem aller infektiösen Mediastinitiden ist die große Gefahr der Entwicklung einer lebensgefährlichen Sepsis. Die Letalität der Mittelfellentzündung ist auch bei optimaler medizinischer Versorgung hoch.

## Chronische Mediastinitis

### Ätiologie
Die chronische Mediastinitis muss klar von der akuten Form abgegrenzt werden. Sowohl Ursache und Symptomatik, als auch Therapie sind gänzlich verschieden. Oftmals findet man Pilze als Verursacher chronischer Mittelfellentzündungen. Ein geschwächtes Immunsystem spielt dabei eine wichtige Rolle. Bekannte Erreger sind Histoplasma capsulatum, Aspergillus flavus oder Cryptococcus neoformans. Die Absiedelung der Erreger ins Mediastinum erfolgt meist über den Blutstrom (hämatogene Dissemination). Chronische Mediastinitiden findet man häufiger auch im Anschluss an eine Strahlentherapie oder im Rahmen einer Tuberkulose oder Sarkoidose (Morbus Boeck). Ferner können lymphoproliferative (Lymphome) oder immunologische Prozesse (Kollagenosen) eine chronische Mediastinitis verursachen. Die chronische Mediastinitis kann granulomatös (Tuberkulose, Sarkoidose) oder als diffus fibrosierende Form auftreten.

### Symptomatik
Der chronische Entzündungsprozess mündet in einer Fibrosierung des Mediastinums (Mediastinalfibrose). Die dadurch ausgelösten Traktionskräfte auf die umgebenden Organe führen zu den typischen Beschwerden. Eine Kompression der Luftröhre führt zu Dyspnoe. Kompressionen der oberen Hohlvene oder der Lungenvenen können eine obere Einflussstauung bzw. ein Lungenödem hervorrufen. Zugkräfte an den Nerven können in die Parese des Nervus phrenicus (Phrenicusparese) oder des Nervus laryngeus recurrens (Recurrensparese) münden.

### Therapie
Problematisch ist die meist diffuse entzündliche Durchsetzung des gesamten Mittelfells. Ein chirurgischer Zugang ist somit nur sehr beschränkt möglich.
Die Therapie besteht in der Gabe von Kortikoiden. Durch die katabole Wirkung der Kortikoide soll der Fibrosierungsprozess gedrosselt werden. Etwaige Pilzinfektionen werden mit Antimykotika behandelt. Eine tuberkulös bedingte Mediastinitis kann medikamentös mit Tuberkulostatika angegangen werden. Generell sind die therapeutischen Optionen bei chronischer Mediastinitis jedoch unbefriedigend.